# Шивія (Калганський район)
Шивія́ (рос. Шивія) — село у складі Калганського району Забайкальського краю, Росія. Адміністративний центр Шивіїнського сільського поселення.

## Населення
Населення — 195 осіб (2010; 260 у 2002).
Національний склад (станом на 2002 рік):
- росіяни — 98 %